# Октябрь (фильм)
«Октя́брь» (первоначальное название «Десять дней, которые потрясли мир») — немой художественный фильм кинорежиссёра Сергея Эйзенштейна, снятый на московской фабрике «Совкино» в 1927 году о событиях Октябрьской революции. Завершающая часть кинотрилогии («Стачка», «Броненосец „Потёмкин“», «Октябрь»). Фильм демонстрировался в США под названием «Десять дней, которые потрясли мир».

## Сюжет

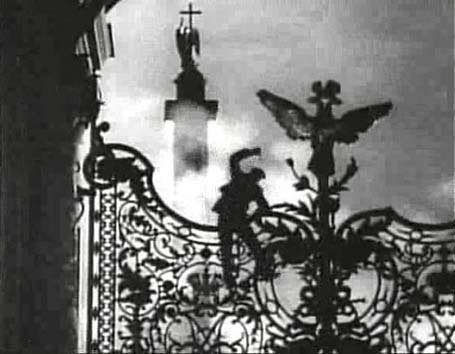
Кадр из фильма

Повествование начинается с символичной сцены свержения с пьедестала «царского истукана». Уличные беспорядки в Петрограде и критическое положение на фронтах. Солдатам и жителям Петрограда нечего есть, а Временное правительство неспособно удержать под контролем ситуацию в городе и стране. В этих условиях к власти приходят большевики. Лидер партии Владимир Ленин прибывает в мятежный город и встаёт во главе восстания. Захват власти большевиками под угрозой, ибо к столице подступают войска генерала Лавра Корнилова.
Воинские части и матросы Балтийского флота, стоящие на стороне большевиков, стягиваются к Зимнему дворцу. Одновременно в Петроград съезжаются делегаты съезда Советов. В президиум съезда избирают представителей партии большевиков, а меньшевиков и эсеров изгоняют из зала. Восстание большевиков заканчивается взятием Зимнего дворца и прекращением полномочий Временного правительства. Концовка фильма — выступление Ленина с трибуны Второго съезда Советов и провозглашение победы революции.

## История создания
После большого успеха «Броненосца „Потёмкин“» Эйзенштейн получил полное доверие руководства страны и задумал снять масштабное кинематографическое полотно о победе Октябрьской революции. Первоначальные варианты сценария «Октября» включали в себя историческую хронику событий от Февральской революции до окончания гражданской войны. В итоге сценарий пришлось сильно урезать и закончить фильм событиями октября 1917 года.
В распоряжение режиссёра были предоставлены беспрецедентные по тем временам ресурсы: плёнка, исторические костюмы, оружие, и полномочия. Что породило массу иронических комментариев, о том, что съемки принесли Петербургу вреда больше, чем сама революция. В качестве массовки было позволено использовать воинские части. Также Эйзенштейну разрешили снимать фильм на месте событий революции — на подступах к Зимнему и непосредственно в интерьерах дворца. Консультантами фильма выступили участники октябрьских событий: Крупская и Подвойский (он даже сыграл в фильме самого себя).
Планировалось, что фильм будет выпущен на экраны к 10-летию революции в 1927 году, но съёмки затянулись и в прокат картина попала только в начале 1928 года. Из-за перемены политического климата в СССР на последних стадиях редактирования фильма режиссёр Эйзенштейн был вынужден удалить из фильма многих деятелей революции: Л. Троцкого, В. Антонова-Овсеенко, В. Невского.
Восхищённый музыкой Эдмунда Майзеля, написанной для европейского проката фильма «Броненосец „Потёмкин“», Эйзенштейн предложил композитору написать музыку и к его «Октябрю». Однако в Москве партитуру Майзеля сочли слишком авангардистской, и в СССР фильм вышел на экраны с другой звуковой дорожкой; музыкой немецкого композитора была озвучена укороченная примерно на полчаса версия «Октября», предназначенная для проката за рубежом
Фильм не имел такого же зрительского успеха, как «Броненосец „Потёмкин“». Во многом из-за примененного «интеллектуального монтажа» в кульминационной части фильма. Так например, чтобы деконструировать монархическую формулу «за Бога и Отечество» используется последовательность все более и более абстрактных изображений. В 1933 году фильм был окончательно снят с проката.
В 2011 году в результате совместной работы немецких и российских организаций, длившейся 5 лет, удалось восстановить оригинальную звуковую дорожку «Октября», но только партитуру, написанную Майзелем для укороченной версии; для полной версии фильма «недостающую» музыку дописал немецкий композитор Бернд Тевес.

## Музыка
Оригинальную партитуру в 1928 году написал немецкий композитор Эдмунд Майзель. В конце 1960-х годов на киностудии "Мосфильм" под художественным руководством Г.В. Александрова была сделана новая редакция фильма. По воспоминаниям Леонида Марягина, бывшего вторым режиссером на восстановлении картины: "Дальше в дело должен был войти Шостакович. Но не сам великий композитор, а музыковед Холодилин, которому было доверено из готовых произведений композитора сделать композицию. Ну, естественно, тема Временного правительства легла под музыкальную тему "Понапрасну, Ванька, ходишь, понапрасну слезы льешь...". Что же касается революционного напора и драматических затиший, то тут творчество композитора давало поистине безграничный материал. <...> Музыка давила фильм, в ней не было зазора... Хотелось, ой как хотелось звучащей тишины, скажем, в эпизодах развода мостов... Но на Григория Васильевича мои робкие соображения не подействовали: - Именно так хотел Эйзенштейн!". В большинстве DVD-релизов используется версия фильма с музыкой Шостаковича.

## Критика и культурное влияние
В отличие от «Броненосца „Потёмкин“», фильм, завершающий знаменитую кинотрилогию Эйзенштейна, носит более выраженный идеологический характер. В 1927 году Эйзенштейн, признанный мастер, становится также теоретиком искусства. Он опубликовал несколько статей о новаторском методе в кино. Очередная его картина — попытка донести концепцию новой режиссуры: кино без типажа (без главных героев) и без выраженного драматургического сюжета. Картину по замыслу Эйзенштейна делает режиссёр за монтажным столом. В целом в СССР фильм был воспринят критикой положительно, но молодой режиссёр получил немало острых замечаний.
Слишком много времени и места в картине уделено фигуре Керенского и аллегорическому противопоставлению людей и интерьеров Зимнего дворца. Характерное для молодого Эйзенштейна увлечение экспериментами и трюкачество не украсило картину. По мнению Виктора Шкловского, мишура и символизм перегрузили кадр: «Эйзенштейн запутался в десяти тысячах комнат Зимнего дворца, как путались в них когда-то осаждающие».
Последовательность смены сцен обусловлена не столько режиссёрским замыслом, сколько иллюстрацией к историческому и идеологически выверенному толкованию событий Октябрьской революции. Актёров картины трудно назвать актёрами — они скорее двойники известных политических деятелей.
По воспоминаниям А. Городницкого, «в фильме „Октябрь“ профессиональных актёров почти не было. Ленина, например, играл рабочий цементного завода Никандров, имевший с ним портретное сходство. Ему пошили костюм, пальто и кепку, а на голове выбрили лысину. В роли Керенского снимался также похожий на него студент Университета. Зиновьева играл его родной брат, а в роли Троцкого был занят какой-то зубной врач, также обладающий большим сходством с героем».
Среди первых зрителей картины были те, кто нашёл фильм ходульным и искусственным. Владимир Маяковский так отозвался об «актёрской игре» Никандрова, воплотившего образ Ленина в фильме:
Отвратительно видеть, когда человек принимает похожие на Ленина позы и делает похожие телодвижения — и за этой внешностью чувствуется полная пустота, полное отсутствие мысли. Совершенно правильно сказал один товарищ, что Никандров похож не на Ленина, а на все статуи с него
Несмотря на столь откровенную идеологическую ангажированность картины, критики отдают должное новаторскому методу в монтаже картины. Кинокритик Рауль Хаузман назвал монтаж Эйзенштейна «интеллектуальным»
Французский критик Жан-Клод Конеса писал о фильме:
Фильм одновременно становится и рассказом об истории, и её составной частью, в том смысле, что его монтаж, его раскадровка, его эстетика — это чистый продукт революционной системы как в показе революции, так и в экзальтированной манере этого показа
Картина «Октябрь» считается первой в советской кинолениниане и заложила традиции, которые были успешно продолжены уже в эпоху звукового кино.

## В ролях
- Василий Никандров — Владимир Ленин
- Николай Попов — Александр Керенский
- Эдуард Тиссэ — немецкий солдат
- Николай Подвойский — камео
- Антонов-Овсеенко — камео
- Апфельбаум — Зиновьев
- Борис Ливанов — министр Терещенко
- Ляшенко — министр
- Чибисов — министр Скобелев
- Михолыев — министр Кишкин
- Смельский — министр Вердеревский

## Съёмочная группа
- Режиссёры и авторы сценария: Сергей Эйзенштейн, Григорий Александров
- Оператор: Эдуард Тиссэ
- Художник: Василий Ковригин
- Директор картины: Аркадий Евгеньевич Алексеев (на фото над Г.Александровым)